# トリマ (工具)

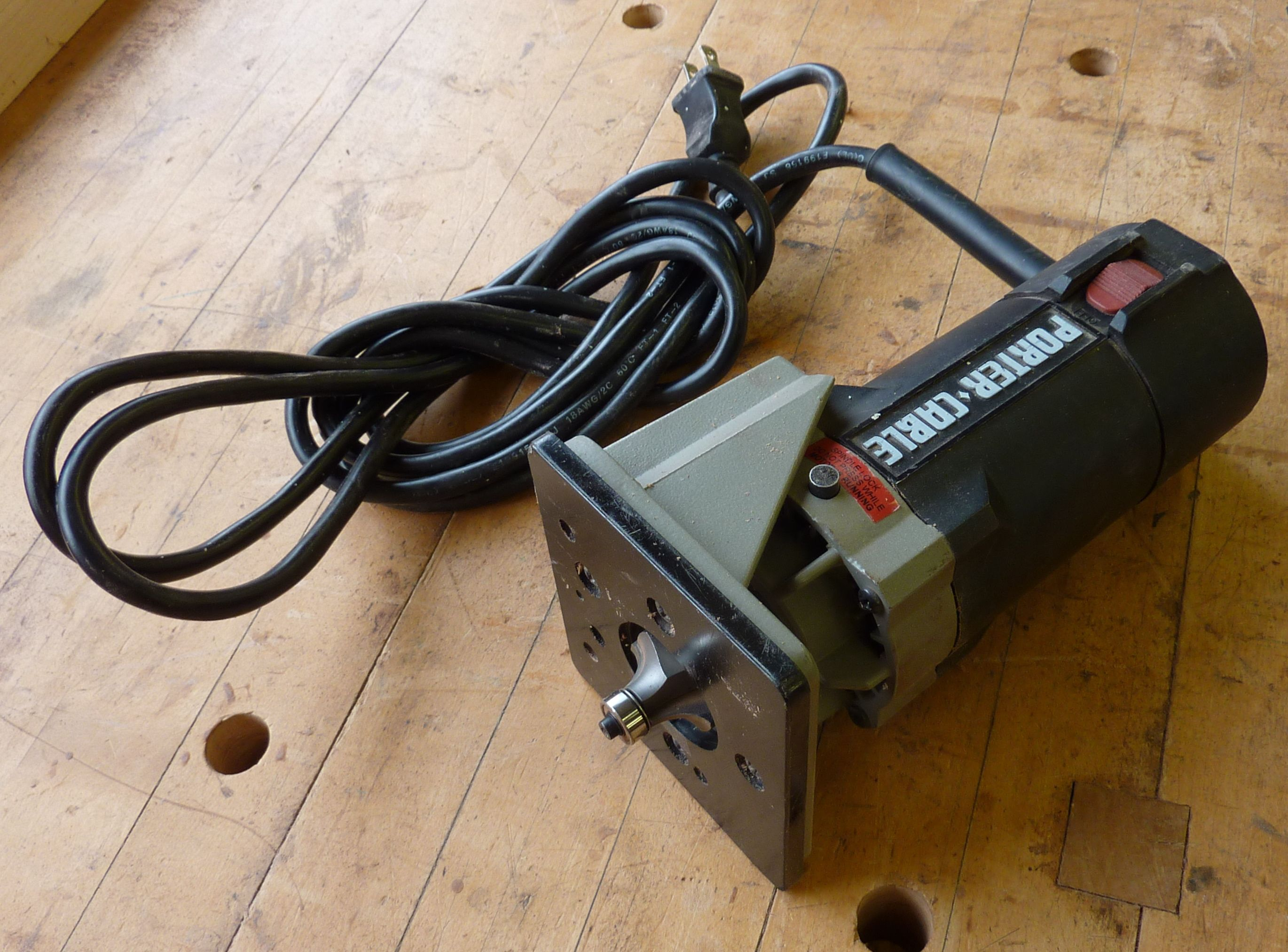
トリマ

トリマ（英語: laminate trimmer）は、木材のふち飾り加工、つまりトリミングをするための木工用電動工具である。JISC9745-2-17手持ち形電動工具－安全性において「トリマ」の用語となっている。日本国内主要メーカーのカタログも名称は「トリマ」となっている。「トリマー」と長音符を付けた表記も時々みられる。
片手で作業することができ、先端に取付けたビットは約3万回転/分、使用できるビットの軸軽は6mmのみである。ただし、欧米製は1/4インチ＝6.35mmである。ルータを小型化したものであり、刃先の切削深さを作業前に調整しておく必要がある。